# Leichtathletik-Weltmeisterschaften 1999/10.000 m der Frauen

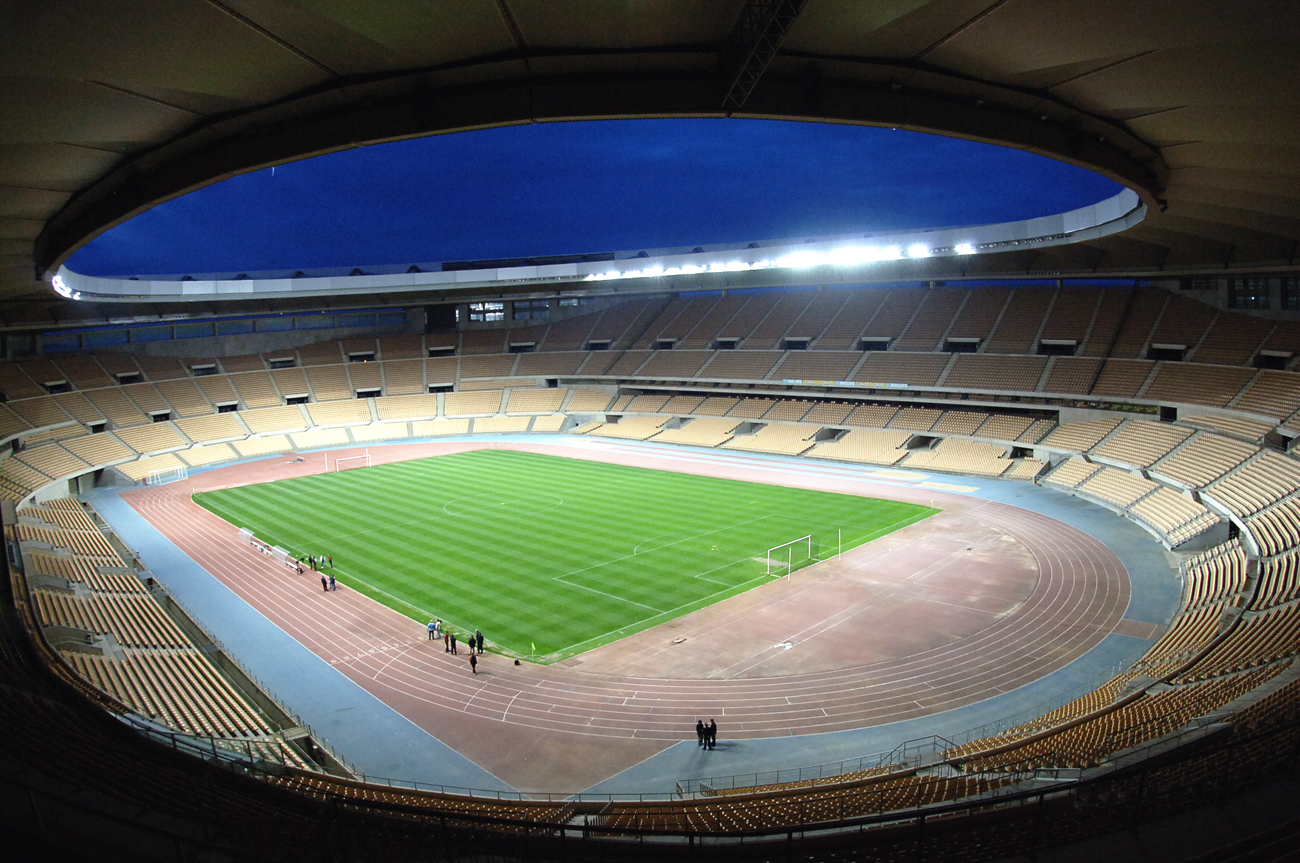
Das Olympiastadion von Sevilla im Jahr 2011

Der 10.000-Meter-Lauf der Frauen bei den Leichtathletik-Weltmeisterschaften 1999 wurde am 26. August 1999 im Olympiastadion der spanischen Stadt Sevilla ausgetragen.
Weltmeisterin wurde die Äthiopierin Gete Wami, die bei den Afrikameisterschaften 1993 Bronze gewonnen hatte. Silber ging an die Britin Paula Radcliffe, die in diesem schnellen Rennen trotz ihrer Spurtschwäche aufgrund ihrer Tempohärte ihre erste Medaille bei Leichtathletik-Weltmeisterschaften erringen konnte. Den dritten Rang belegte die Kenianerin Tegla Loroupe.

## Rekorde

### Bestehende Rekorde
| Weltrekord | 29:31,78 min | Wang Junxia | Peking, Volksrepublik China       | 8. September 1993 |
| WM-Rekord  | 30:49,30 min | Wang Junxia | WM 1993 in Stuttgart, Deutschland | 21. August 1993   |

### Rekordverbesserung
Die äthiopische Weltmeisterin Gete Wami verbesserte den bestehenden WM-Rekord im Rennen am 26. August um 24,74 Sekunden auf 30:24,56 min.
Außerdem wurden zwei neue Landesrekorde aufgestellt:
- 30:27,13 min – Paula Radcliffe Großbritannien
- 30:32,03 min – Tegla Loroupe Kenia

## Durchführung
Abgesehen von den Weltmeisterschaften 1987, als dieser Wettbewerb erstmals auf dem WM-Frauenprogramm gestanden hatte, waren in dieser Disziplin aufgrund der hohen Teilnehmerinnenzahlen stets Vorläufe angesetzt. Diesmal entschlossen sich die Organisatoren, auch angesichts von dreißig Starterinnen, erstmals seit 1987 auf eine Vorrunde zu verzichten, alle Läuferinnen traten gemeinsam zum Finalrennen an.

## Ergebnis
26. August 1999, 21:00 Uhr
| Platz | Athletin                | Land                | Zeit (min)  |
| ----- | ----------------------- | ------------------- | ----------- |
|       | Gete Wami               | Äthiopien           | 30:24,56 CR |
|       | Paula Radcliffe         | Großbritannien      | 30:27,13 NR |
|       | Tegla Loroupe           | Kenia               | 30:32,03 NR |
| 04    | Harumi Hiroyama         | Japan               | 31:26,84    |
| 05    | Chiemi Takahashi        | Japan               | 31:27,62    |
| 06    | Merima Hashim           | Äthiopien           | 31:32,06    |
| 07    | Berhane Adere           | Äthiopien           | 31:32,51    |
| 08    | Teresa Recio            | Spanien             | 31:43,80    |
| 09    | Marleen Renders         | Belgien             | 31:51,21    |
| 10    | Olivera Jevtić          | BR Jugoslawien      | 31:57,67    |
| 11    | Deena Kastor            | USA                 | 32:11,14    |
| 12    | Yuko Kawakami           | Japan               | 32:19,02    |
| 13    | Restituta Joseph        | Tansania            | 32:20,26    |
| 14    | María Abel              | Spanien             | 32:22,88    |
| 15    | Ana Dias                | Portugal            | 32:27,72    |
| 16    | Anne Marie Letko-Lauck  | USA                 | 32:57,07    |
| 17    | Zheng Guixia            | Volksrepublik China | 32:59,83    |
| 18    | Blandine Bitzner-Ducret | Frankreich          | 33:06,98    |
| 19    | Dong Zhaoxia            | Volksrepublik China | 33:12,94    |
| 20    | Lidija Wassilewskaja    | Russland            | 33:13,21    |
| 21    | María Luisa Larraga     | Spanien             | 33:15,98    |
| 22    | Zahia Dahmani           | Frankreich          | 33:46,23    |
| 23    | Priscilla Mamba         | Swasiland           | 38:45,18    |
| DNF   | Libbie Johnson          | USA                 |             |
| DNF   | Helena Sampaio          | Portugal            |             |
| DNF   | Asmae Leghzaoui         | Marokko             |             |
| DNF   | Fernanda Ribeiro        | Portugal            |             |
| DNF   | Alice Jemeli Timbilili  | Kenia               |             |
| DNF   | Annemari Sandell        | Finnland            |             |
| DNF   | Leah Jemeli Malot       | Kenia               |             |
| DNS   | Stella Castro           | Kolumbien           |             |

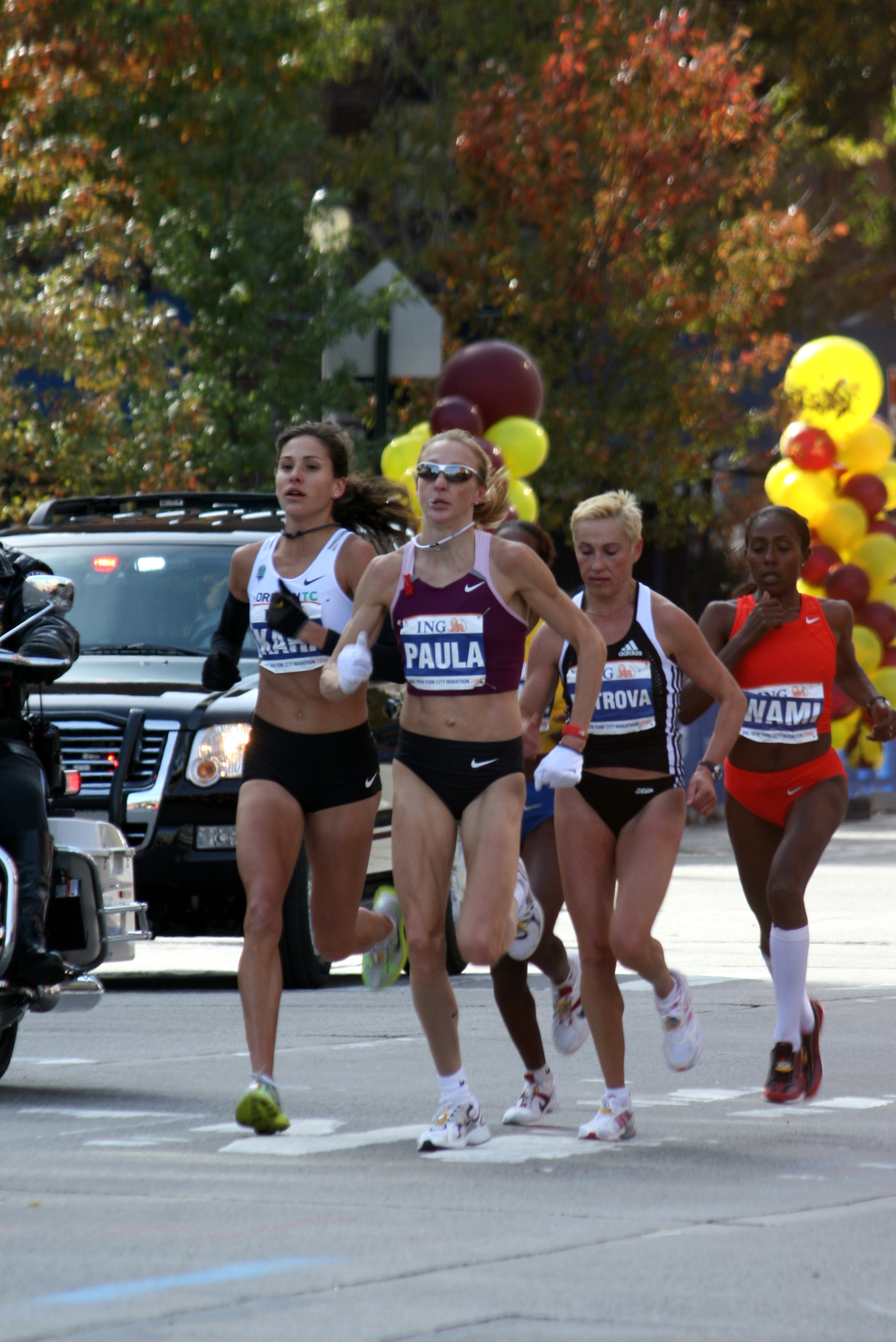
Weltmeisterin Gete Wami
(hier an vierter Stelle in Rot bei einem Marathonlauf)

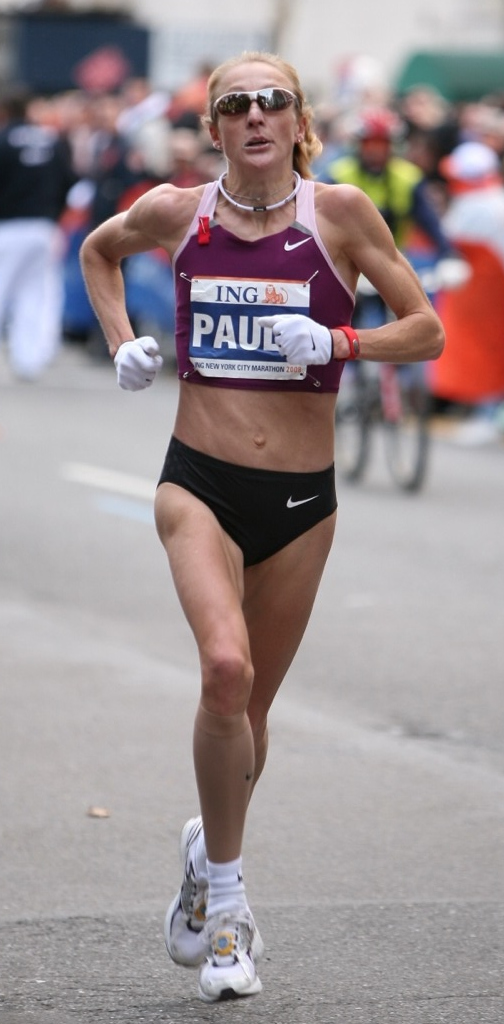
Vizeweltmeisterin Paula Radcliffe
(Foto: New-York-Marathon 2008)

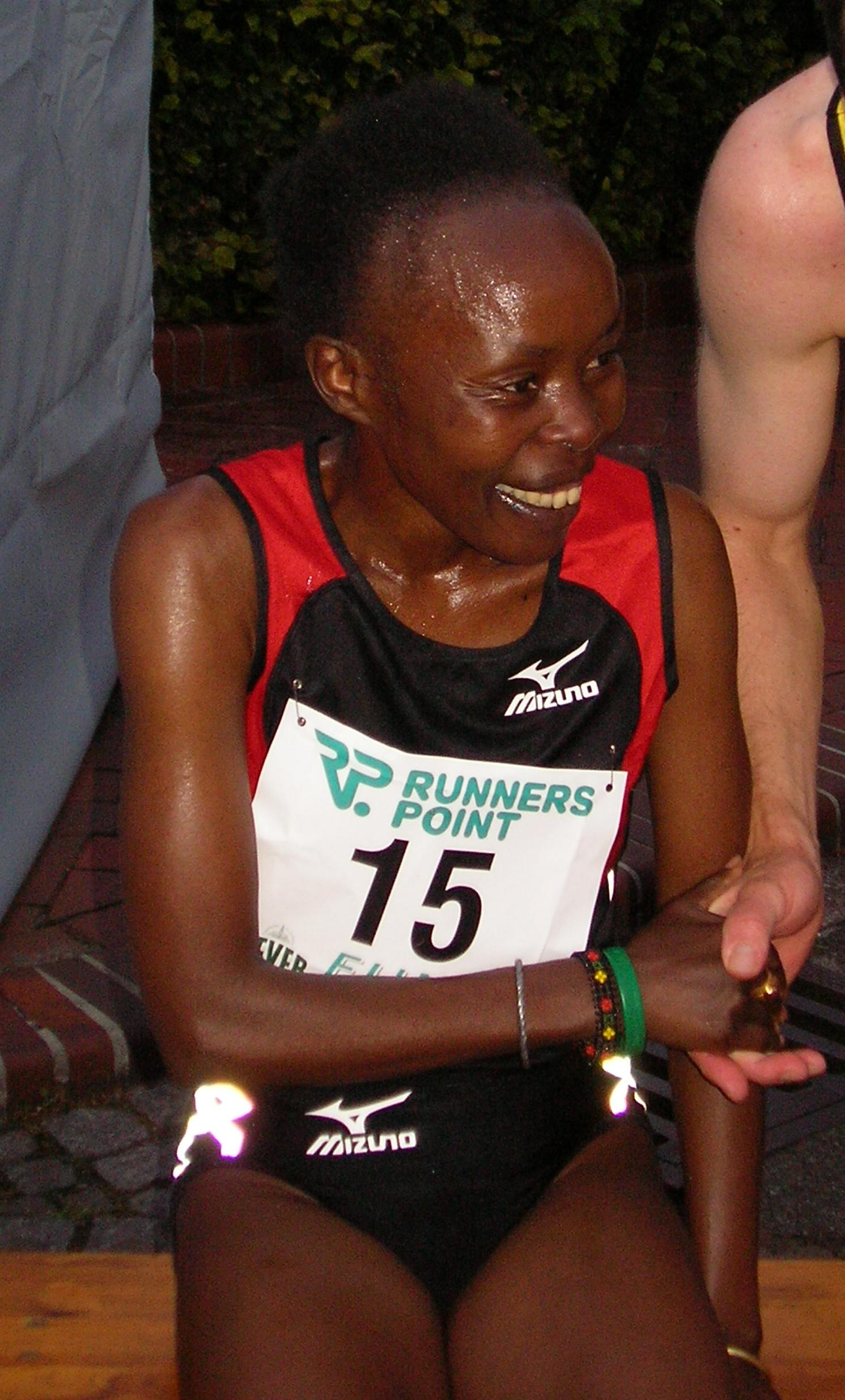
Bronzemedaillengewinner Tegla Loroupe, später vor allem als Marathonläuferin sehr erfolgreich
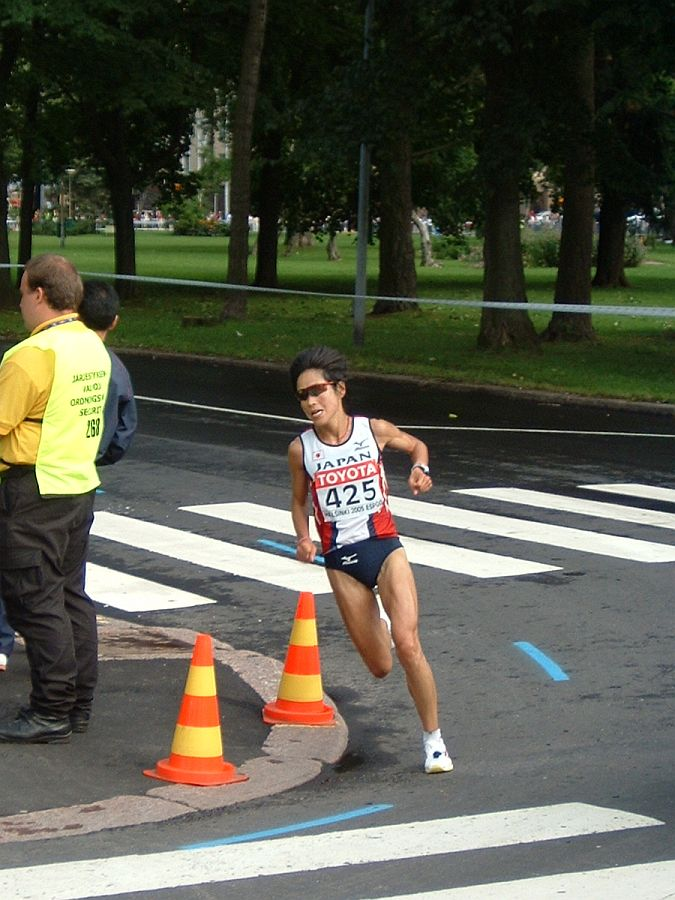
Harumi Hiroyama (beim WM-Marathon 2005) belegte Rang vier
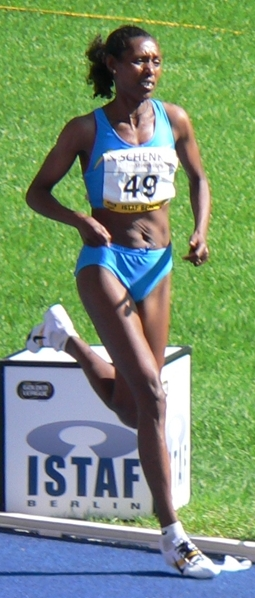
Berhane Adere wurde Siebte
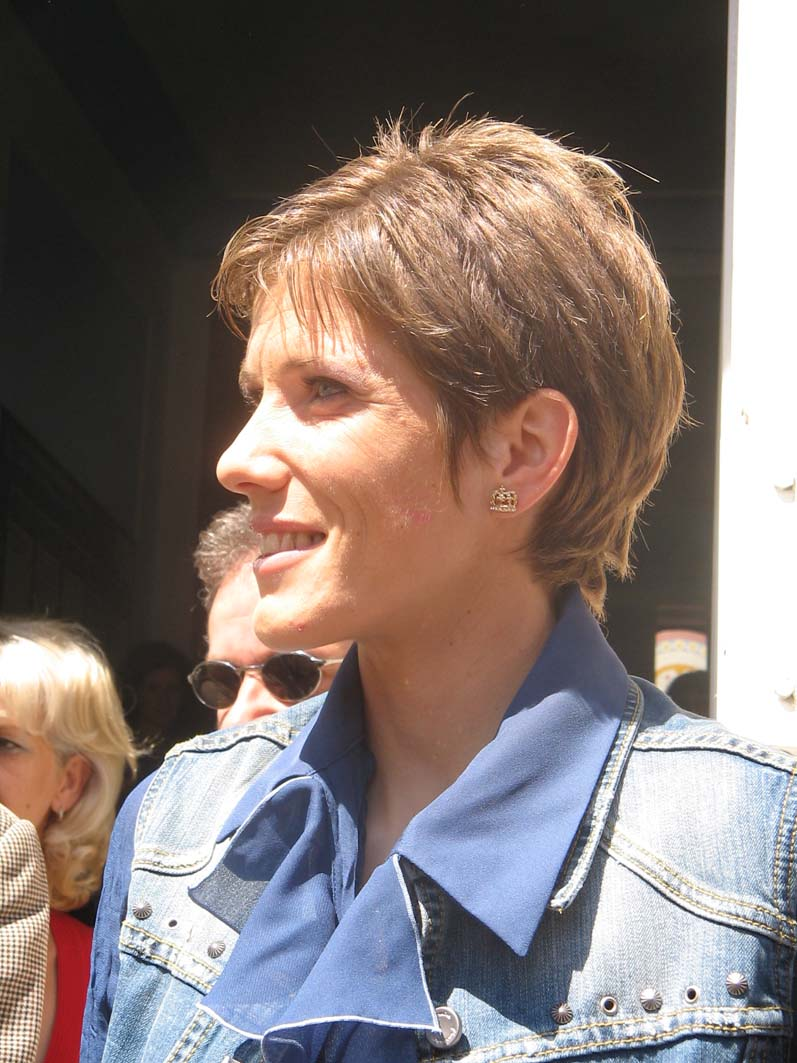
Olivera Jevtić erreichte Platz zehn
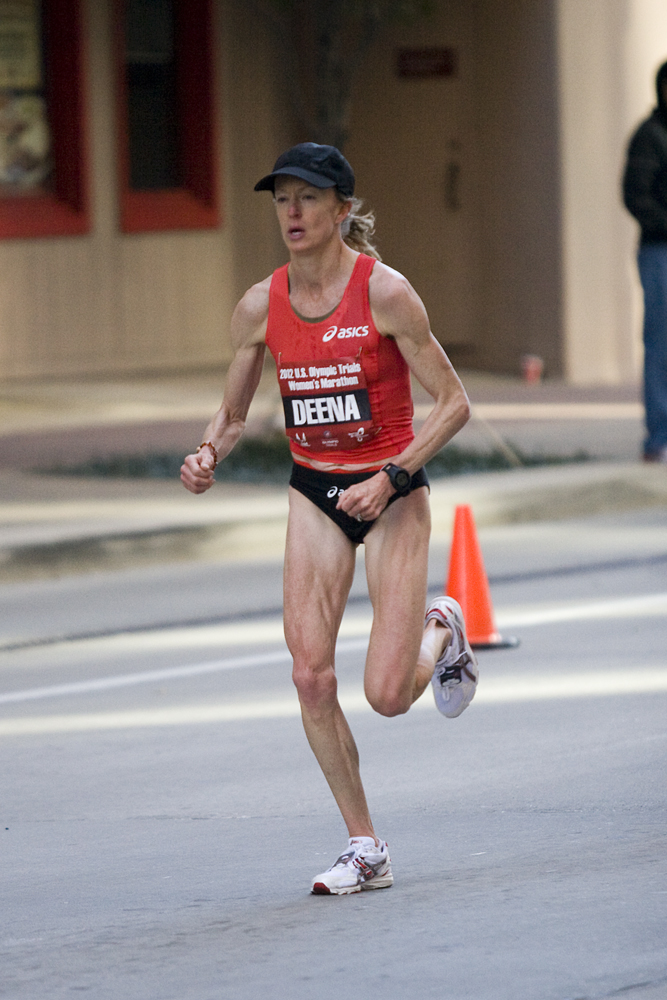
Deena Kastor (Foto: ein Marathonlauf im Jahr 2012) kam auf den elften Platz
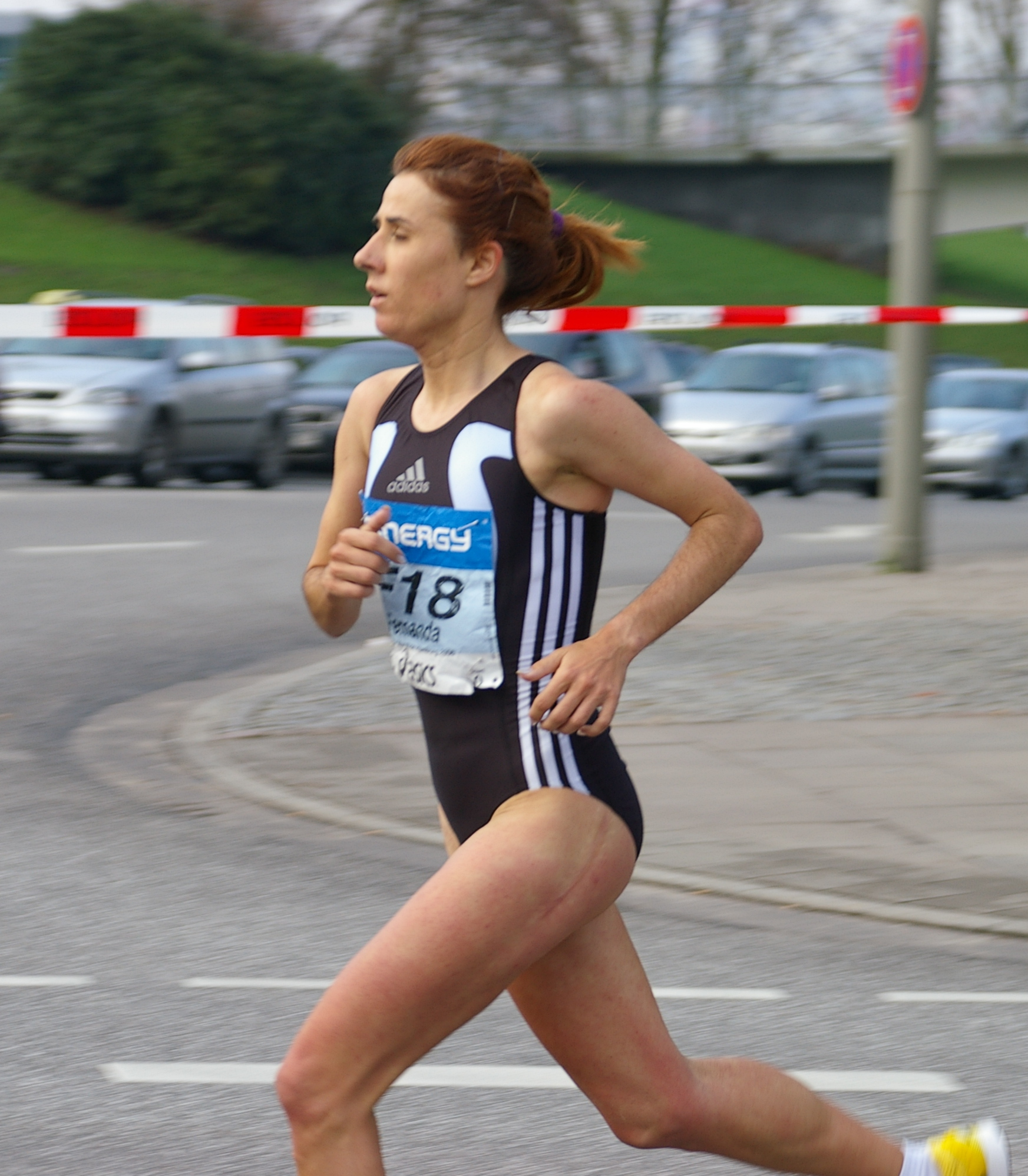
Fernanda Ribeiro, 1995 Weltmeisterin, 1997 Vizeweltmeisterin und 1994 Europameisterin, gab das Rennen vorzeitig auf – über 5000 Meter war sie außerdem 1995 Vizeweltmeisterin und 1997 WM-Dritte

## Video
- Women 10000m FINAL 1999 IAAF World Athletics Championships Seville auf youtube.com, abgerufen am 24. Juli 2020